# Клинтон (Монтана)
Клинтон (енгл. Clinton) насељено је место без административног статуса у америчкој савезној држави Монтана.

## Демографија
По попису из 2010. године број становника је 1.052, што је 503 (91,6%) становника више него 2000. године.
| Група             | 2000.       | 2010.       |
| Белци             | 524 (95,4%) | 979 (93,1%) |
| Афроамериканци    | 2 (0,4%)    | 2 (0,2%)    |
| Азијати           | 1 (0,2%)    | 6 (0,6%)    |
| Хиспаноамериканци | 2 (0,4%)    | 19 (1,8%)   |
| Укупно            | 549         | 1.052       |